# دروازه جهانی
ابتکار دروازه جهانی استراتژی اتحادیه اروپا برای سرمایه گذاری در پروژه های زیرساختی در سراسر جهان است.   این پروژه به ابتکار کمیسیون اتحادیه اروپا به رهبری اورسولا فون در لاین آغاز شد. در دوره ۲۰۲۱-۲۰۲۷، اتحادیه اروپا ۳۰۰ میلیارد یورو در طرح های مربوط به پروژه سرمایه گذاری خواهد کرد.  سرمایه گذاری در کشور های آفریقایی اولویت اول خارجی این پروژه است و نیمی از بودجه به پروژه های این قاره اختصاص داده می شود. هدف بخش آفریقای پروژه، رشد توسعه سبز، انتقال تکنولوژی، رشد اقتصادی پایدار، مراقبت های بهداشتی و بهبود آموزش در آفریقا است. 
این ابتکار به عنوان جایگزین یا رقیب ابتکار کمربند و جاده چین در نظر گرفته می شود.   به گفته فون در لاین، هدف اتحادیه اروپا گسترش ارتباط و پیوند (با اروپا) است ، نه ایجاد وابستگی. از دسامبر ۲۰۲۲، پروژه دروازه جهانی به دلیل ناتوانی در ارائه جزئیات دقیق و شفافیت در مورد پروژه ها و تمرکز زیاد بر روی برنامه های که همین الان هم موجود هستند مورد انتقاد قرار گرفت.

صندوق اروپایی برای توسعه پایدار + (EFSD+)
این صندوق به‌عنوان ابزار اصلی اشتراک‌گذاری ریسک برای دوره 2021-2027 معرفی شده و 10 برابر بزرگ‌تر از صندوق قبلی (EFSD) خواهد بود. این صندوق بر اساس دو اصل «سیاست اول» و «رویکردهای مبتنی بر کشور» عمل می‌کند. حجم تضمین این صندوق 53 میلیارد یورو است و انتظار می‌رود تا 232 میلیارد یورو سرمایه‌گذاری پایدار جذب کند. تأمین مالی اضافی از طریق کمک‌های مالی به مؤسسات مالی توسعه‌ای انجام می‌شود که این کمک‌ها را با وام‌ها ترکیب می‌کنند.
تأسیس اتصال اروپا (CEF) دیجیتال
فناوری‌های دیجیتال نقش مهمی در اقتصاد و جامعه دارند و نیاز به زیرساخت‌های مناسب برای عملکرد دارند. با وجود نیاز روزافزون به اتصال دیجیتال، هنوز شکاف قابل توجهی در تأمین مالی برای این زیرساخت‌ها وجود دارد. تأسیس اتصال اروپا از سرمایه‌گذاری‌های Global Gateway که به زیرساخت‌های ایمن و پایدار اختصاص دارد، حمایت می‌کند.
حمایت از سرمایه‌گذاری سبز
اتحادیه اروپا به کشورهای شریک کمک می‌کند تا بازارهای خود را برای اوراق قرضه سبز توسعه دهند. این اوراق قرضه به پروژه‌هایی که به محیط زیست و پایداری کمک می‌کنند، اختصاص می‌یابند.